# Lagrecacanthops guyanensis
Lagrecacanthops guyanensis är en bönsyrseart som beskrevs av Roger Roy 2004. Lagrecacanthops guyanensis ingår i släktet Lagrecacanthops och familjen Acanthopidae. Inga underarter finns listade i Catalogue of Life.